# چارلز پالمر (تیرانداز)
چارلز پالمر (انگلیسی: Charles Palmer; ۱۸ اوت ۱۸۶۹ – ۱۴ نوامبر ۱۹۴۷) تیرانداز اهل بریتانیا بود. او تنها عضو تیم‌های برنده مدال در سال‌های ۱۹۰۸ تا ۱۹۱۲ بود که در سال ۱۹۲۰ در این مسابقات توانست شرکت کند. در مسابقات سال ۱۹۰۸، زمانی که آمریکایی‌ها برد مدال طلا را تضمین کرده بودند، پالمر آخرین کسی بود که در شرایط طوفانی و باد شلیک کرد. وی برای بدست آوردن جایگاه دوم به ۷ شلیک از ۱۰ شلیک نیاز داشت. اما با یک شلیک باقی مانده به ۶ هدف اصابت کرد و با آلمان هردو در جایگاه دوم قرار گرفتند و مدال نقره را بدست آوردند.
وی در مسابقات کشوری و بین‌المللی در مجموع برندهٔ ۱ مدال طلا، ۱ مدال نقره شده‌است.